# Pseudomedicina
Pseudomedicina é qualquer prática de medicina cujos proponentes alegam ser eficaz no diagnóstico ou tratamento de determinadas condições médicas, mas que foi refutada por evidências, que nunca foi provada ou que não é empírica e falseável. É diferente da medicina experimental, que é medicina que ainda não foi provada, mas que se encontra em processo de experimentação, utilizando o método científico.

## Definição e história
Pseudomedicina designa tratamentos que alegam ser conceitos operacionais da medicina, mas que não apresentam benefícios objetivos e verificáveis ou que são incompatíveis com o estado do conhecimento em determinado campo da medicina baseada em evidências. Em termos históricos, o termo começou a ser usado no início do século XX pela Associação Médica Americana, ao combater charlatanismo e pesudomedicina para se demarcar de práticas pseudocientíficas.
O National Council Against Health Fraud afirma que a existência de pseudomedicina é o resultado de forças do mercado: de um lado, a procura por soluções milagrosas associadas à alienação pela medicina e, por outro, pela existência de empreendedores dispostos a suprir essa procura.

## Lista de campos considerados pseudomedicina
- Acupunctura: uma forma de medicina alternativa em que são inseridas agulhas finas no corpo. É um componente essencial da medicina tradicional chinesa.[4]
- Quiropraxia: um sistema de medicina baseado nas crenças de Daniel David Palmer (1845–1913), que propôs que a coluna vertebral e a musculatura subjacente regulam todos os aspetos da saúde humana.[4]
- Homeopatia: um sistema de medicina criado por Samuel Hahnemann que contradiz os princípios fundamentais da patologia, física e química.[5]
- Naturopatia: um sistema de medicina com base no vitalismo e naquilo que denominam tratamentos "naturais", incorporando métodos de vários ramos de medicina alternativa.[6][7]
- Osteopatia: um conjunto de técnicas baseado nas ideias de Andrew Taylor Still (1828–1917), que propôs que uma camada de tecido interligada no corpo humano podia ser manipulada para tratar doenças sistémicas.[4]
- Frenologia: um conjunto de práticas focadas essencialmente nas medições do crânio humano, com base no conceito de que o cérebro é o órgão da mente, e que determinadas áreas possuem funções específicas.[4][8]
- Reiki: uma pseudociência baseada na manipulação do "chi", cujos proponentes alegam ser uma força vital universal, embora não haja qualquer evidência da existência de tal força.